# 100 farces
100 farces est une émission canadienne diffusée sur Canal D dans laquelle des personnes font des farces à des personnes quelconques. Un total de 26 épisodes de 30 minutes ont été produits.